# Haplochromis sp. 'small obesoid'
Haplochromis sp. nov. 'small obesoid' là một loài cá thuộc họ Cichlidae. Nó là loài đặc hữu của Uganda.